# Karta obserwacji klinicznej

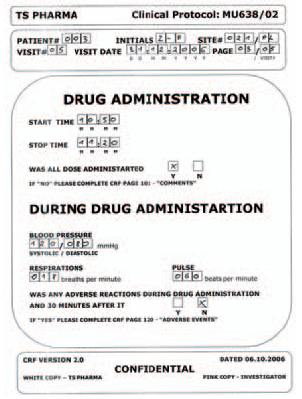
Przykład karty obserwacji klinicznej

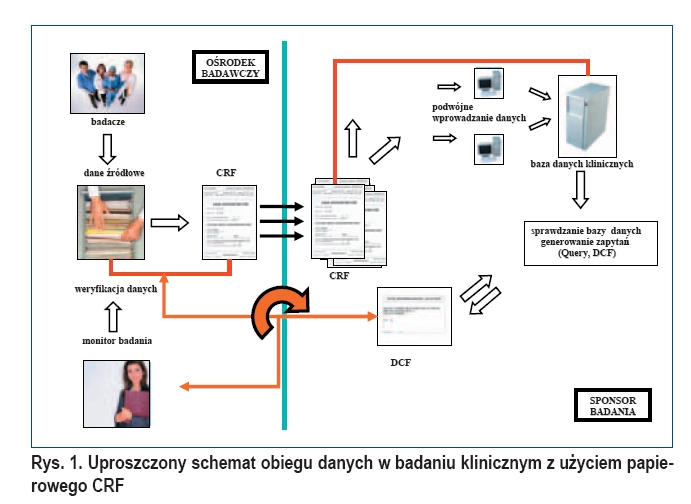
Schemat obiegu danych przy użyciu papierowej karty obserwacji

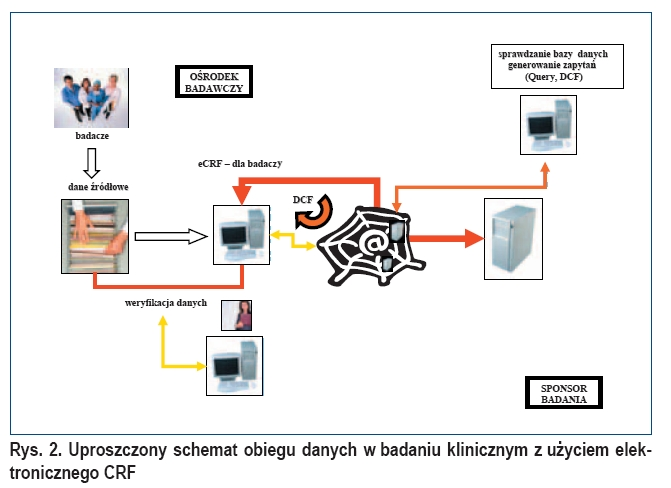
Schemat obiegu danych przy użyciu elektronicznej karty obserwacji

Karta obserwacji klinicznej, karta obserwacji pacjenta, CRF (od ang. case report form) – specjalny dokument, w którym na podstawie źródeł (między innymi historii choroby, wyników laboratoryjnych, wyników diagnostyki obrazowej) gromadzone są dane istotne z punktu widzenia badania klinicznego. Wszystkie dane wpisane do karty muszą pochodzić z dokumentacji medycznej, a także być sprawdzone przez niezależnego weryfikatora (monitora badania klinicznego). Karta obserwacji klinicznej (CRF) jest jednym z obowiązkowych dokumentów stanowiących dokumentację badania klinicznego zgłaszanego do odpowiedniej komisji, udzielającej zgody na realizację badania.  
Elektroniczna wersja CRF podlega regulacjom opisanym w dokumentacji FDA w standardzie o nazwie Title 21 CFR Part 11. 
Weryfikacji w ośrodku dokonuje Monitor badania klinicznego (pracujący w firmie CRO). Zadaniem monitora jest porównanie dokumentacji źródłowej - znajdującej się w ośrodku, z danymi zapisanymi do CRF przez badawcza. W przypadku wykrycia rozbieżności monitor zakłada tzw. Query na które badacz zobowiązany jest odpowiedzieć. 
Według definicji zawartej w rozporządzeniu jest to dokument, w wersji papierowej lub elektronicznej, służący do zapisu wymaganych przez protokół badania klinicznego informacji dotyczących uczestnika badania w celu ich raportowania sponsorowi.
Obecnie w ponad 70% badań klinicznych używana jest elektroniczna karta obserwacji klinicznej (eCRF), czyli dane medyczne wpisywane są do opracowanego w tym celu programu komputerowego. Najnowocześniejsze rozwiązania to oprogramowanie w chmurze z wielodostępem.